# Atzeneta del Maestrat
Atzeneta del Maestrat (em valenciano e oficialmente) ou Adzaneta (em castelhano) é um município da Espanha na província de Castelló, Comunidade Valenciana. Tem 71,2 km² de área e em 2021 tinha 1 292 habitantes (densidade: 18,1 hab./km²).

## Demografia
| Variação demográfica do município entre 1991 e 2004 | Variação demográfica do município entre 1991 e 2004 | Variação demográfica do município entre 1991 e 2004 | Variação demográfica do município entre 1991 e 2004 |
| --------------------------------------------------- | --------------------------------------------------- | --------------------------------------------------- | --------------------------------------------------- |
| 1991                                                | 1996                                                | 2001                                                | 2004                                                |
| 1587                                                | 1486                                                | 1395                                                | 1442                                                |